# Straight Outta Lynwood
Straight Outta Lynwood ist das zwölfte Album von Weird Al Yankovic. Es erschien am 16. September 2006 in den USA bei Volcano Records, am 30. September 2006 in Australien, am 3. Oktober 2006 in Kanada, am 6. Oktober 2006 in Neuseeland, und am 24. November 2006 in Deutschland. Am 16. Oktober 2006 stimmte das britische Label von Yankovic „widerwillig“ zu und veröffentlichte das Album am 13. November 2006.
Das Album erschien in Deutschland als Doppel-CD, wobei die zweite Disc eine DVD ist. Diese beinhaltet eine neunminütige Dokumentation und sechs Musikvideos. Der CD liegt ein 24-seitiges Booklet bei.
Es erschienen zwei Singles des Albums. White & Nerdy & Canadian Idiot (nur als Promo). Don’t Download This Song gibt es auf Wirken von Richard Stallman und Richard König auf der offiziellen Webseite ohne Flash für GNU/Linux-Nutzer.
Straight Outta Lynwood ist Yankovics erstes Album in den Top Ten. White & Nerdy erreichte Platz 9 der US Charts und war seine erste Top-Ten-Single. Das Lied Canadian Idiot kam ebenfalls in die Charts und erreichte Platz 82. Der Titel spielt auf das geschichtsträchtige Rap-Album Straight Outta Compton von N.W.A aus dem Jahr 1988 an.

## Titelliste
| Nr. | Titel                     | Länge | Beschreibung |
| --- | ------------------------- | ----- | --- |
| 1   | White & Nerdy             | 2:50  | Zeigt das Leben eines Nerds. Enthält viele Anspielungen zur Nerd-Kultur und zu Wikipedia. Basiert auf dem Lied Ridin von Chamillionaire. |
| 2   | Pancreas                  | 3:48  | Handelt hauptsächlich von der Funktion des Pankreas und ist musikalisch an den Stil der Beach Boys angelehnt. |
| 3   | Canadian Idiot            | 2:23  | Eine Satire auf den US-Nationalismus und den klischeehaften Blick der US-Amerikaner auf die Kanadier. Das Original American Idiot stammt von Green Day. |
| 4   | I’ll Sue Ya               | 3:51  | Handelt von der Flut der Zivilklagen und deren skurrile Auswüchse. Angelehnt an „Bombtrack“ von Rage Against the Machine. |
| 5   | Polkarama!                | 4:17  | Polka-Medley bestehend aus: - The Chicken Dance von Werner Thomas - Let’s Get It Started von The Black Eyed Peas - Take Me Out von Franz Ferdinand - Beverly Hills von Weezer - The Nina Bobina Polka von „Weird Al“ Yankovic - Speed of Sound von Coldplay - Float on von Modest Mouse - Feel Good Inc. von Gorillaz & De La Soul - Don’t Cha von The Pussycat Dolls & Busta Rhymes - Somebody Told Me von The Killers - Slither von Velvet Revolver - Candy Shop von 50 Cent feat. Olivia - Drop It Like It’s Hot von Snoop Dogg & Pharrell Williams - Pon de Replay von Rihanna - Gold Digger von Kanye West & Jamie Foxx |
| 6   | Virus Alert               | 3:46  | Macht sich über die vielen Virus-Warnungen in E-Mails lustig. |
| 7   | Confessions Part III      | 3:52  | Seitenhieb auf die Lieder Confessions Part I+II von Usher. |
| 8   | Weasel Stomping Day       | 1:34  | Ein imaginärer Feiertag, bei dem es zur Tradition gehört, Wiesel zu zertreten. |
| 9   | Close But No Cigar        | 3:55  | Die Geschichte eines Mannes, der Traumfrauen wegen winziger Unzulänglichkeiten verlässt. Musikalisch an den Stil der Band Cake angelehnt. |
| 10  | Do I Creep You Out        | 2:46  | Ein Lied von einem Stalker an sein Opfer. Basiert auf dem Lied Do I Make You Proud? von Taylor Hicks. |
| 11  | Trapped in the Drive-Thru | 10:51 | Beschreibt das Drama eines Pärchens in einem Drive-In. Basiert auf dem Lied Trapped in the Closet von R. Kelly. Enthält einen kurzen Part von dem Lied Black Dog (Led Zeppelin). |
| 12  | Don’t Download this Song  | 3:52  | Beschreibt mit viel Sarkasmus die Vorgehensweise der RIAA gegen Filesharer |

Die DVD enthält folgende Videos:
1. Don’t Download This Song
2. I’ll Sue Ya
3. Virus Alert
4. Close but no Cigar
5. Pancreas
6. Weasel Stomping Day
7. Behind The Scenes On The Making Of "Straight Outta Lynwood" (Normale DVD) / Al In The Studio (Nur DualDisc Version)